# Квалификације за Европско првенство у фудбалу 2024 — група Б
Група Б квалификација за Европско првенство у фудбалу 2024. се састојала од 5 репрезентација: Холандија, Француска, Ирска, Грчка и Гибралтар.
Репрезентације Француске и Холандије су као првопласиране и другопласиране репрезентације избориле директан пласман на првенство, док захваљујући ранг листи УЕФА Лиге нације 2022/23. у бараж је отишла репрезентација Грчке.

## Табела
| Легенда |
| --- |
| Репрезентација која се квалификује у првом кругу                                                                                                 |
| Репрезентација која иде у бараж захваљујући учинку у Лиги нација 2022/23. након што нису завршили на првом или другом месту табеле у првом кругу |

| Табела групе Б | Табела групе Б | Табела групе Б | Табела групе Б | Табела групе Б | Табела групе Б | Табела групе Б | Табела групе Б | Табела групе Б | Табела групе Б |  |           |           |       |                 |           |  | Домаћи | Домаћи | Домаћи | Домаћи | Домаћи | Домаћи | Домаћи | Гости | Гости | Гости | Гости | Гости | Гости | Гости |
|                | Репрезентација | И              | Д              | Н              | И              | ДГ             | ПГ             | ГР             | Бод.           |  | Француска | Холандија | Грчка | Република Ирска | Гибралтар |  | И      | Д      | Н      | И      | ДГ     | ПГ     | Бод.   | И     | Д     | Н     | И     | ДГ    | ПГ    | Бод.  |
| 1.             | Француска      | 8              | 7              | 1              | 0              | 29             | 3              | +26            | 22             |  | -         | 4:0       | 1:0   | 2:0             | 14:0      |  | 4      | 4      | 0      | 0      | 21     | 0      | 12     | 4     | 3     | 1     | 0     | 8     | 3     | 10    |
| 2.             | Холандија      | 8              | 6              | 0              | 2              | 17             | 7              | +10            | 18             |  | 1:2       | -         | 3:0   | 1:0             | 3:0       |  | 4      | 3      | 0      | 1      | 8      | 2      | 9      | 4     | 3     | 0     | 1     | 9     | 5     | 9     |
| 3.             | Грчка          | 8              | 4              | 1              | 3              | 14             | 8              | +6             | 13             |  | 2:2       | 0:1       | -     | 2:1             | 5:0       |  | 4      | 2      | 1      | 1      | 9      | 4      | 7      | 4     | 2     | 0     | 2     | 5     | 4     | 6     |
| 4.             | Ирска          | 8              | 2              | 0              | 6              | 9              | 10             | -1             | 6              |  | 0:1       | 1:2       | 0:2   | -               | 3:0       |  | 4      | 1      | 0      | 3      | 4      | 5      | 3      | 4     | 1     | 0     | 3     | 5     | 5     | 3     |
| 5.             | Гибралтар      | 8              | 0              | 0              | 8              | 0              | 41             | -41            | 0              |  | 0:3       | 0:6       | 0:3   | 0:4             | -         |  | 4      | 0      | 0      | 4      | 0      | 16     | 0      | 4     | 0     | 0     | 4     | 0     | 25    | 0     |

## Резултати
| Француска                                  | 4:0    | Холандија |
| ------------------------------------------ | ------ | --------- |
| Гризман 2’ · Упамекано 8’ · Мбапе 21’, 88’ | Детаљи |           |

| Гибралтар | 0:3    | Грчка                                    |
| --------- | ------ | ---------------------------------------- |
|           | Детаљи | Масурас 11’ · Сиопис 45’ · Бакасетас 58’ |

| Холандија                | 3:0    | Гибралтар |
| ------------------------ | ------ | --------- |
| Депај 23’ · Аке 50’, 82’ | Детаљи |           |

| Ирска | 0:1    | Француска |
| ----- | ------ | --------- |
|       | Детаљи | Павар 50’ |

| Гибралтар | 0:3    | Француска                                      |
| --------- | ------ | ---------------------------------------------- |
|           | Детаљи | Жиру 3’ · Мбапе 45+3’ (пен.) · Муели 78’ (аг.) |

| Грчка                              | 2:1    | Ирска      |
| ---------------------------------- | ------ | ---------- |
| Бакасетас 15’ (пен.) · Масурас 49’ | Детаљи | Колинс 27’ |

| Француска        | 1:0    | Грчка |
| ---------------- | ------ | ----- |
| Мбапе 55’ (пен.) | Детаљи |       |

| Ирска                                    | 3:0    | Гибралтар |
| ---------------------------------------- | ------ | --------- |
| Џонстон 52’ · Фергусон 59’ · Ајдах 90+2’ | Детаљи |           |

| Француска               | 2:0    | Ирска |
| ----------------------- | ------ | ----- |
| Чуамени 19’ · Тирам 48’ | Детаљи |       |

| Холандија                             | 3:0    | Грчка |
| ------------------------------------- | ------ | ----- |
| Де Рон 17’ · Гакпо 31’ · Вегхорст 39’ | Детаљи |       |

| Грчка                                                | 5:0    | Гибралтар |
| ---------------------------------------------------- | ------ | --------- |
| Пелкас 9’ · Мавропанос 23’, 83’ · Масурас 70’, 90+1’ | Детаљи |           |

| Ирска                | 1:2    | Холандија                       |
| -------------------- | ------ | ------------------------------- |
| Адам Ајдах 5’ (пен.) | Детаљи | Гакпо 19’ (пен.) · Вегхорст 56’ |

| Холандија   | 1:2    | Француска     |
| ----------- | ------ | ------------- |
| Хартман 83’ | Детаљи | Мбапе 7’, 53’ |

| Ирска | 0:2    | Грчка                         |
| ----- | ------ | ----------------------------- |
|       | Детаљи | Јакумакис 20’ · Масурас 45+4’ |

| Гибралтар | 0:4    | Ирска                                                 |
| --------- | ------ | ----------------------------------------------------- |
|           | Детаљи | Фергусон 8’ · Џонстон 28’ · Доерти 60’ · Робинсон 80’ |

| Грчка | 0:1    | Холандија             |
| ----- | ------ | --------------------- |
|       | Детаљи | ван Дајк 90+3’ (пен.) |

| Француска | 14:0   | Гибралтар |
| --- | ------ | --------- |
| Сантос 3’ (аг.) · Тирам 4’ · Емери 16’ · Мбапе 30’ (пен.), 74’, 82’ · Клаус 34’ · Коман 36’, 65’ · Фофана 37’ · Рабијо 63’ · Дембеле 73’ · Жиру 89’, 90+1’ | Детаљи |           |

| Холандија    | 1:0    | Ирска |
| ------------ | ------ | ----- |
| Вегхорст 12’ | Детаљи |       |

| Гибралтар | 0:6    | Холандија                                                     |
| --------- | ------ | ------------------------------------------------------------- |
|           | Детаљи | Стенгс 10’, 50’, 62’ · Вифер 23’ · Копмајнерс 38’ · Гакпо 81’ |

| Грчка                        | 2:2    | Француска                   |
| ---------------------------- | ------ | --------------------------- |
| Бакасетас 56’ · Јоанидис 61’ | Детаљи | Коло Муани 42’ · Фофана 74’ |

## Стрелци
9 голова
| - Килијан Мбапе |

5 голова
| - Јоргос Масурас |

3 гола
| - Анастасиос Бакасетас - Оливје Жиру | - Ваут Вегхорст - Калвин Стенгс | - Коди Гакпо |

2 гола
| - Константинос Мавропанос - Адам Ајдах - Еван Фергусон | - Мајки Џонстон - Јусуф Фофана - Кингсли Коман | - Маркус Тирам - Нејтан Аке |

1 гол
| - Димитрис Пелкас - Јоргос Јакумакис - Манолис Сиопис - Фотис Јоанидис - Калум Робинсон - Мет Доерти - Нејтан Колинс - Адријен Рабијо | - Антоан Гризман - Бенжамин Павар - Ворен Зајре Емери - Дејо Упамекано - Орелијен Чуамени - Рандал Коло Муани - Усман Дембеле | - Џонатан Клаус - Вирџил ван Дајк - Квилиндши Хартман - Мартен Де Рон - Матс Вифер - Мемфис Депај - Тен Копмајнерс |

Аутогол
| - Ајмен Муели (против Француске) | - Етан Сантос (против Француске) |